# Prerijski Indijanci
Prerijski Indijanci, najpoynatija skupina američkih Indijanaca koja su u domorodačko doba živjeli na prerijama Sjeverne Amerike. Ovaj prrostor obuhvaća područje što ga na sjeveru zauzimaju današnje kanadske provincije istočne (pleme Sarsi) i jugoistočne Alberte, južnog Saskatchewana i sjeverozapadne Manitobe (plemena Blackfoot, Plains Cree, Plains Ojibwa i Assiniboin). Sjeverno od prerija prostire se zapadno subarktičko kulturno područje, naseljeno nomadskim lovcima ribarima, pretežno Atapaskima. Na jug se preko istočne Montane, Sjeverne i Južne Dakote, sjevernog, istočnog i jugoistočnog Wyominga, Nebraske, zapadne Iowe, istočnog Colorada, cijelog Kansasa, zapadnog Missourija, prostiru sve na jug do u Arkansas, cijelu Oklahomu i velike dijelove Teksasa.
Na zapadu prerije graniče od sjevera prema jugu s Platoom, gdje su im susjedi Shahaptian plemena, ribari i kopači korijenja. Južnije od Platoa nalazi se Veliki slani bazen naseljen sakupljačkim skupinama Šošona, i još južnije je kulturno područje Jugozapada, domovina Puebla i Južnih Atapaska. Istočne granice prerija nalaze se zapadnije od rijeke Mississipi, a od sjevera prema jugu nalaze se kulturna područja Sjeveroistočnih šuma i Jugoistočno ratarsko područje, domovina Plesa zelenog kukuruza.
Prerijski Indijanci kulturno se oštro razlikuju od ostalih plemena sa susjednih kulturni područja. Njihov način života vezan je uz lov na bizone, a ostali simboli kulture su konj, kožni tepee (tipi)-šator, plesna svečanost Sun Dance, i posebna vrsta hrane koja se dobiva iz bizonovog mesa, poznata kao pemmican, kojega ratnik nosi umotanog u kožnu vrećicu parfleche. 
Rat, ples, pjesma i snovi igrali su veliku ulogu u svakodnevnom životu. Da bi neki mladić mogao postati ratnik morao je proći naročito okrutna mućenja, kakva su na primjer opisana medu Mandancima, malenom plemenu lovaca na bizone, a kroz snove izazvane glađu negdje na osamljenom izoliranom mjestu Sijuks bi sebi priskrbio ime i duha zaštitnika.
Najveća i najpoznatija prerijska plemena bila su Sioux (Teton ili Lakota, Santee i Yankton ili Nakota i njihovi rođaci Assiniboin; Dhegiha s Kansa, Omaha, Ponca, Quapaw i Osage; Chiwere s Iowa, Oto, Missouri ili Niutachi; Mandan; Hidatsa s Hidatsa i Crow; Comanche; Pawnee; Wichita; Kiowa; Tonkawa; Arapaho; Cheyenne; Sarsi; Blackfoot s Siksika, Kainah i Piegan; Plains Cree i Plains Ojibwa.
Uništenjem bizona na prerijama Sjeverne Amerike plemena koja su živjela na njima konačno su bila uništena, a njihovi ostavi danas žive na rezervatima SAD-a i Kanade.
Apache
Lipan Apache
Plains Apache (Kiowa-Apache)
Querecho Apache
Arapaho (Arapahoe)
Besawunena
Nawathinehena
Arikara (Arikaree)
Atsina (Gros Ventre)
Blackfoot
Kainah, Kainai Nation (Káínaa)
Northern Peigan (Aapátohsipikáni)
Blackfeet (Siksika, Siksikáwa)
Piegan (Aamsskáápipikani, Piikáni, Southern Piikáni, Southern Peigan
Cheyenne
Suhtai
Comanche
Plains Cree
Crow (Absaroka)
Escanjaques
Quapaw
Sioux
Dakota (Santee)
Mdewakanton
Sisseton
Wahpekute
Wahpeton
Nakota
Yankton
Yanktonai
Nakoda (Assiniboin)
Assiniboin
Stoney
Lakota (Teton)
Sičháŋǧu (Brulé)
Oglála (Scatters Their Own)
Itázipčho (Sans Arc)
Húŋkpapȟa (Hunkpapa)
Mnikȟówožu (Miniconjou)
Sihásapa (Blackfoot Sioux)
Oóhenuŋpa (Two Kettles)
Hidatsa
Iowa
Kaw (Kansa)
Kiowa
Mandan
Missouri (Niutachi, Missouria
Omaha
Osage
Otoe (Oto)
Pawnee
Ponca
Teyas TX
Tonkawa
Tsuu T’ina
Wichita i savezna plemena
Kichai
Rayados
Taovayas (Tawehash)
Tawakoni
Waco

## Vanjske poveznice
- Plains Indians[neaktivna poveznica]
- Plains Indians